# Леспар-Медок
Леспа́р-Медо́к (фр. Lesparre-Médoc, окс. L'Esparra de Medoc) — город и коммуна на юго-западе Франции, супрефектура в департаменте Жиронда. Население 5 тыс. человек (данные 1999 г.).

## География
Город расположен в зоне традиционного виноделия. Площадь около 37 км².